# George Webb Appleton
George Webb Appleton (eigentlich Greenleaf Webb Appleton, auf Buchtiteln meist G. W. Appleton, * 1845 oder 1843 in New Brunswick (New Jersey), USA; † 12. Juni 1909 in London) war ein US-amerikanischer Schriftsteller, Journalist und Literaturagent.

## Leben und Wirken
Geboren als Sohn des Arztes, Predigers und Anhängers des Mesmerismus Charles William Worthington Appleton, unternahm G. W. Appleton nach Absolvierung der High School in New Brunswick ausgedehnte Reisen für journalistische Zwecke, darunter eine Fußwanderung durch Europa (anderen Quellen zufolge durch Nordamerika), bei der er mehr als dreitausend Kilometer zurücklegte. Eine Zeitlang war er Korrespondent der New York Times in Paris und Rom. Nach einigen Geschäftserfahrungen in New York wurde er Auslandskorrespondent in einem Handelshaus in London; parallel dazu schrieb er zahlreiche Beiträge für englische und amerikanische Zeitschriften, verfasste mehr als dreißig Romane und mindestens fünf Theaterstücke; außerdem legte er eine Abhandlung zur französischen Geschichte vor. Appleton war Fellow der Royal Geographical Society (F. R. G. S.) sowie der Gründer des Lecture Bureau System in England; als Literaturagent vertrat er unter anderem Sir Henry Morton Stanley.
Seine Ehefrau war Georgiana Schuyler, Tochter von George W. Schuyler und eine Urenkelin von General Philip Schuyler. Beide Eheleute wurden auf dem St Pancras and Islington Cemetery in London Borough of Barnet bestattet.

## Literarischer Stil
Josef Viktor Widmann schrieb über Appletons Die Dame im Pelz in der Berner Tageszeitung Der Bund, in deren Feuilleton er den Roman 1911 in Fortsetzungen abdruckte: „Auf literarischen Wert macht der Roman keinen Anspruch, seinen Unterhaltungswert hingegen wird man zu schätzen wissen. Er gehört unseres Erachtens zu den harmlosesten und dennoch fesselndsten Produkten seiner in die Sphäre des Kriminalistischen ragenden Art, indem er nirgends häßliche Bilder bringt noch in irgendwelcher Weise den Anstand verletzt.“

## Werke

### Romane
- Frozen Hearts. A Romance. 3 Bde. Samuel Tinsley, London 1878 (Digitalisat im Internet Archive)
- Catching a Tartar. A Novel. 3 Bde. Samuel Tinsley, London 1879
- Jack Allyn’s Friends. A Novel. 3 Bde. Samuel Tinsley, London 1880
  - Reprint: British Library, Historical Print Editions, Charleston SC (USA) 2011, ISBN 978-1-240-86482-9
- A Terrible Legacy. A Tale of the South Downs. Ward and Downey, London 1887
- The Co-Respondent. 2 Bde., Downey, London 1894
- A Philanthropist at Large. Downey, London 1896
- The Blue Diamond Mystery, 1898[6]
- François the Valet. C. Arthur Pearson, London 1899
- Rash Conclusions, 1902
- A Forgotten Past, 1903 als Fortsetzungsroman im Cheshire Observer[7]
- The Romance of a Poor Young Girl, 1903
- Doubles and Quits, 1904 als Fortsetzungsroman im Bendigo Advertiser[8]
- Miss White of Curzon Street, 1904
- The Lady in Sables, 1904
- The Mysterious Miss Cass, 1904[9]
- A Fool and His Folly, 1905 als Fortsetzungsroman im New Zealand Herald[10]
- A Tragedy of Error, 1905 als Fortsetzungsroman im Barrier Miner (Broken Hill, New South Wales)[11]
- The Luck of Bella Barton, 1905
- The Rook’s Nest, 1905
- The Silent Passenger. John Long, London 1905 o. 1906
- Miss White of Mayfair, 1906
- The Ingenious Captain Cobbs. John Long, London 1906
- The Duchess of Pontifex Square. John Long, London 1907
- The House on the Thames, 1907[12]
- The Down Express. John Long, London 1908
- The Luck of Celia Fairfax, 1908 als Fortsetzungsroman in The Saturday Express (Adelaide)[13]
- The Willoughby Affair, 1908[14]
- Dr. Dale’s Dilemma, John Long, London 1909[15]
- The Dexter Entanglement, 1909
- A Comedy of the Unexpected, 1910

postum erschienen
- For Love of Jennie Adair, 1931 als Fortsetzungsroman in The Riverine Grazier (Hay)[16]

### Theaterstücke
- A Fair Sinner
- Zana
- The Co-Respondent[17]
  - Reprint: British Library, Historical Print Editions, Charleston SC (USA) 2011, ISBN 978-1-241-17667-9
- Jack the Handy Man
- The Unbidden Guest

### Monographie
- A Hundred Years of French History 1789–1889

### Übersetzungen ins Deutsche (alphabetische Reihenfolge)
- Das Halsband des Kaisers (Abenteuerroman). Autorisierte Übersetzung von Heinrich Müller. Verlag Robert Lutz, Stuttgart  o. J. [1922] (= Lutz′ Kriminal- u. Detektiv-Romane, Bd. 61); als Fortsetzungsroman 1908 im Deutschen Volksblatt (Wien)[18] sowie 1909 in der Unterhaltungs-Beilage des Arbeiterwille (Wien)[19]
- Der Roman eines Arztes, 1909 als Fortsetzungsroman erschienen in der Beilage des Pester Lloyd[20]
- Der Rubin. Kriminalroman, 1911 als Fortsetzungsroman in der Reichspost (Abendausgabe)[21]
- Die Dame im Pelz. Deutsch von Rudolf Lautenbach. Robert Lutz, Stuttgart  o. J. (= Lutz′ Kriminal- u. Detektiv-Romane, Bd. 77); 1911 als Fortsetzungsroman unter dem Titel Die Dame im Pelze in der Reichspost (Abendausgabe)[22] sowie 1913/14 als Fortsetzungsroman im Mährischen Tagblatt[23]
- Die Dame mit der Doppelgängerin. Kriminalroman, 1914 in 56 Fortsetzungen erschienen im Feuilleton der Baltischen Post (Riga)[24]
- Die Frau im Spiegel (Kriminalroman). Robert Lutz, Stuttgart  o. J. (= Lutz′ Kriminal- u. Detektiv-Romane, Bd. 88); 1912 als Fortsetzungsroman im Prager Tagblatt (Abendausgabe)[25]
- Die Gräfin. Übersetzt von Adolf Gleiner. Robert Lutz, Stuttgart  o. J. (= Lutz′ Meister-Detektiv-Romane, Bd. 5); 1921 als Fortsetzungsroman in der Salzburger Chronik für Stadt und Land[26]
- Ein unheimlicher Passagier (Kriminalroman). Moewig und Höffner, Dresden und Leipzig 1907 (= Reihe „Kriminalromane aller Nationen“, Bd. 13)[27]; Carl Henschel, Berlin  o. J.
- Ein verschwiegener Kammerdiener (Detektivroman), 1903 als Fortsetzungsroman im Pilsner Tagblatt[28]
- Im Automobil. Moewig und Höffner, Dresden und Leipzig 1910 (= Reihe „Kriminalromane aller Nationen“, Bd. 30)[29]; Carl Henschel, Berlin o. J. [1924]; 1920 als Fortsetzungsroman in der Grazer Mittags-Zeitung[30]
- Irrungen. Robert Lutz, Stuttgart  o. J. (= Lutz′ Kriminal- u. Detektiv-Romane, Bd. 74)

### Übersetzungen ins Ungarische
- A vidraprémes hölgy (Die Dame mit dem Otterfell). Kultura, Budapest 1921
- A láthatan assony (Die unsichtbare Frau), 1923[31]
- A félelmetes utas (Der großartige Passagier). Magyar Kereskedelmi Közlöny, Budapest 1924